# Rudolf Cranz
Heinz-Rudolf „Rudi” Cranz (ur. 2 września 1918 w Uccle, zm. 22 czerwca 1941 w Różańcu) – niemiecki narciarz alpejski, olimpijczyk. Jego największym osiągnięciem było trzecie miejsce w zjeździe podczas mistrzostw świata w 1941. W 1946 Międzynarodowa Federacja Narciarska uznała te mistrzostwa za niebyłe.
Zginął jako żołnierz Wehrmachtu w pierwszym dniu agresji niemieckiej na ZSRR.
Był młodszym bratem Christl Cranz.